# Écriture féminine

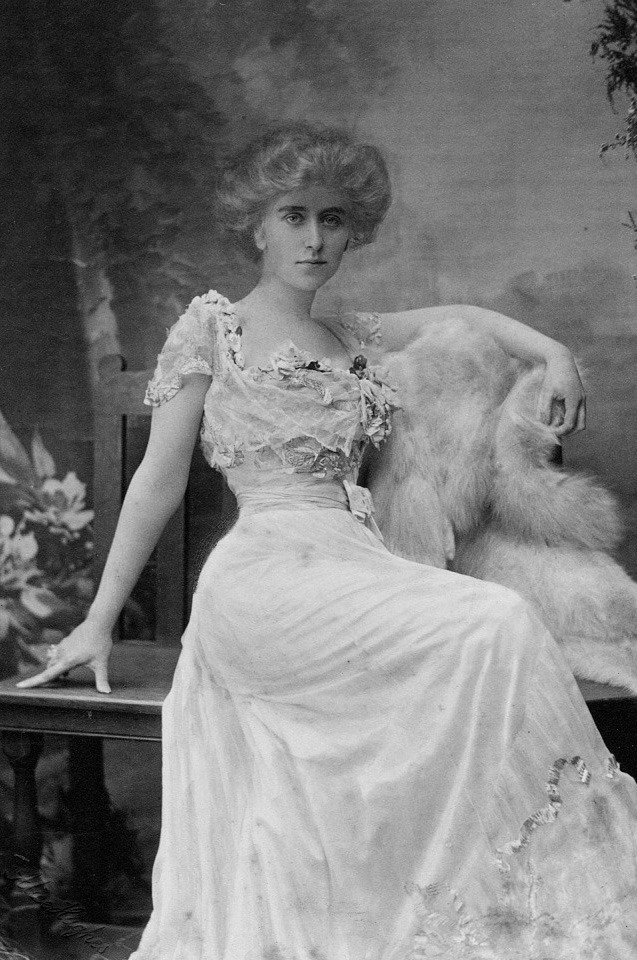
Natalie Barney (1898)

L'Écriture féminine est une théorie qui analyse les relations entre, d'une part, les inscriptions culturelles et psychologiques du corps féminin et, d'autre part, les spécificités de la langue et des textes des femmes. C'est un pilier de la théorie littéraire féministe française au début des années 1970, né du travail d'intellectuelles telles que Hélène Cixous, Luce Irigaray, Chantal Chawaf,, Catherine Clément et Julia Kristeva,. Ce mouvement s'est ensuite étendu grâce à de nombreux écrivains, notamment la psychanalyste Bracha Ettinger,, qui a émergé dans ce domaine au début des années 1990. 
La théorie de l'écriture féminine a pour première caractéristique l'importance de la langue pour la compréhension psychique de soi-même. Cette théorie dessine sur le plan de la psychanalyse une façon pour les humains de comprendre leurs rôles sociaux. En faisant cela, on parvient à comprendre comment les femmes, qui sont situées comme « autres » par rapport à un ordre symbolique masculin, peuvent réaffirmer leur compréhension du monde en engageant leur propre extériorité.

## Cixous
Hélène Cixous a été la première à formuler la théorie de l'écriture féminine dans son essai Le Rire de la Méduse (1975), dans lequel elle affirme que « la femme doit écrire elle-même : elle doit écrire à propos des femmes et les conduire à écrire. Elles ont été dépossédées de la littérature aussi violemment qu'elles l'ont été de leur corps » car leur plaisir sexuel a été réprimé et rejeté. Un livre récent, Rire avec la méduse (2006), inspiré de l'essai de Cixous, analyse le travail collectif de Julia Kristeva, Luce Irigaray, Bracha Ettinger et Hélène Cixous. Ces femmes de lettres sont présentées comme un tout formant « les féministes françaises » par les anglophones. Mary Klages, professeure associée du département anglais à l'Université du Colorado à Boulder, estime que l'expression « féministes théoriques et post-structuralistes » serait mieux adaptée. Madeleine Gagnon en est une adepte plus récente. Depuis 1975, quand Cixous a fondé son Centre d'études féminines à Vincennes, elle est la porte-parole du groupe Psychanalyse et politique ainsi qu'une auteure prolifique de textes pour la maison d'édition des femmes. Et quand on l'interroge sur ses propres écrits, elle répond « Je suis là où ça parle ».
La critique et femme de lettres féministe Elaine Showalter définit ce mouvement comme « l'inscription du corps féminin et de la différence féminine dans la langue et les textes ». L'écriture féminine place le vécu avant la langue, et privilégie l'écriture non-linéaire, cyclique, qui échappe au « discours que régule le système phallocentrique ». Puisque la langue n'est pas un média neutre, on peut dire qu'il fonctionne comme un instrument de l'expression patriarcale. Comme Peter Barry l'écrit, « La femme écrivain est vue comme souffrant du handicap d'utiliser un moyen (écriture en prose) qui est essentiellement un outil masculin conçu pour des objectifs masculins ». L'écriture féminine existe donc comme une antithèse de l'écriture masculine ou comme une échappatoire pour les femmes.
Comme le dit Rosemarie Tong, « Cixous mit au défi les femmes d'écrire elles-mêmes hors du monde que les hommes avaient construit pour elles. Elle pressa les femmes de mettre elles-mêmes des mots  sur l'impensable. » 

Les femmes doivent encore presque tout écrire sur la féminité, à savoir sur leur sexualité et son infinie et mouvante complexité, sur leur érotisation, soudainement éveillée par un certain endroit minuscule et immense de leur corps, non sur la destinée mais sur l'aventure de tel et tel trajet, sur les voyages, les traversées, les randonnées, les éveils abrupts et progressifs, les découvertes d'une zone à la fois timide et  bientôt devenue franche.

En ce qui concerne l'écriture phallocentrique, Tong avance que « la sexualité masculine, qui se focalise sur ce que Cixous appelle la "grosse queue", est en fait ennuyeuse dans son pointillisme et sa singularité. Comme la sexualité masculine, l'écriture masculine, que Cixous nomme habituellement "écriture phallocentrique", est aussi très ennuyeuse », et elle ajoute « marquée du sceau officiel de l'approbation sociale, l'écriture masculine est trop lestée pour progresser ou changer. »

Écris, ne laisse personne te retenir, ne laisse rien t'arrêter : ni l'homme, ni l'imbécile machine capitaliste, dans laquelle les maisons d'édition ne sont que les relais rusés et obséquieux des impératifs imposés par une économie qui travaille contre nous et sur nos dos, ni toi-même. Les lecteurs dédaigneux, les éditeurs managers et les grands patrons n'apprécient pas les vrais textes des femmes, les textes de sexe féminin. Cela les effraie. 

Pour Cixous, l'écriture féminine n'est pas seulement une possibilité pour les femmes écrivains, elle croit plutôt que cette écriture peut être aussi utilisée (et l'a été) par des auteurs masculins comme James Joyce ou Jean Genet. Certains ont trouvé cette idée difficile à concilier avec la définition d'écriture féminine de Cixous, souvent appelée « encre blanche », à cause de ses nombreuses références au corps féminin (« Il y a toujours en elle au moins un petit peu de ce bon lait maternel. Elle écrit avec de l'encre blanche. ») quand elle caractérise l'essence de l'écriture féminine et en explique son origine. Cette notion fait émerger des problèmes pour certains théoriciens :

Ensuite, l'Ecriture féminine, est de par sa nature transgressive, transcendante, intoxiquée, mais il est clair que la notion telle qu'elle est mise en avant par Cixous présente de nombreux problèmes. Par exemple, le royaume corporel est vu comme quelque chose qui immunise contre la condition sociale et du genre et qui est capable de faire ressortir l'essence pure de la féminité. Tant d'essentialisme est difficile à concilier avec le féminisme qui souligne la féminité comme une construction sociale...

## Irigaray et Kristeva
Pour Luce Irigaray, le plaisir sexuel des femmes, la jouissance, ne peut être exprimé par le langage masculin dominant, assujettissant, « logique », car, selon Kristeva, la langue féminine dérive de la période pré-œdipienne de la fusion entre la mère et l'enfant, qu'elle appelle la « sémiotique ». Associée au langage maternel, la langue féminine (qu'Irigaray appelle parler femme) est non seulement une menace pour la culture, qui est patriarcale, mais aussi un moyen par lequel les femmes peuvent faire preuve de créativité en explorant de nouvelles voies. Irigaray a exprimé ce lien entre la sexualité des femmes et leur langue par l'analogie suivante : la jouissance des femmes est plus multiple que le plaisir unique et phallique des hommes parce que

« la femme a des organes sexuels un peu partout. [...] Le langage féminin est plus diffus que son homologue masculin. C'est sans doute la raison pour laquelle [...] leur langage [...] va dans toutes les directions et [...] qu'il est incapable d'en discerner la cohérence. »

Irigaray et Cixous vont également souligner que les femmes, historiquement limitées à servir d'objets sexuels pour les hommes (vierges ou prostituées, épouses ou mères), ont été empêchées d'exprimer leur sexualité en elle-même et pour elles-mêmes. Si elles peuvent le faire, et si elles peuvent en parler dans les nouvelles langues que cela requiert, elles établiront un point de vue (une différenciation) à partir duquel les concepts et contrôles phallocentriques pourront être mis au jour et écarté, non seulement en théorie, mais aussi en pratique.

## Critiques
L'approche par le langage de l'action féministe a été critiquée par certains comme étant trop théorique. Ils estiment que la première rencontre d'une poignée de soi-disant militantes féministes en 1970 n'a réussi qu'à lancer un débat théorique acrimonieux et décrivent cette situation comme typiquement française dans son insistance apparente à privilégier la théorie sur la politique. Néanmoins, en pratique le mouvement des femmes françaises s'est développé de la même façon que les autres mouvements féministes ailleurs en Europe ou aux États-Unis. Les femmes françaises ont participé à des groupes de sensibilisation, manifesté dans les rues le 8 mars, combattu pour le droit des femmes à choisir d'avoir des enfants, soulevé le problème de la violence envers les femmes et lutté pour changer l'opinion publique sur les questions concernant les femmes et leurs droits .
D'autres critiques de l'écriture féminine s'en prennent à sa vision essentialiste du corps, à sa dépendance excessive à un féminisme de la « différence », et à sa tendance à diaboliser non seulement le masculin, mais aussi les (nombreuses) femmes auteurs qui écrivent ou ont écrit dans des formes littéraires plus classiques ou linéaires.

## Exemples littéraires
En raison des difficultés inhérentes à la notion d'écriture féminine, très peu de livres de critique littéraire ont couru le risque de l'utiliser comme un outil essentiel. 